# Cuesta del Mexicano
Cuesta del Mexicano es un pueblo perteneciente al municipio de Ixtaczoquitlán, Veracruz. Tiene 863 habitantes y se encuentra a 783 metros sobre el nivel del mar.
En esta localidad se celebra la tradición típica del Xochitlalis o fiesta de las cuevas. Es una fiesta ritual étnica ancestral realizada en las grutas de Galicia, celebrada el primer viernes de marzo de cada año consiste en la colocación de ofrendas dentro de cuevas en honor a la antigua deidad Tonantzin identificada con la tierra.

## Demografía
| Gráfica de evolución de Cuesta del Mexicano entre 1940 y 2020 |
|                                                               |

| Año  | Total | Hombres | Mujeres |
| ---- | ----- | ------- | ------- |
| 2020 | 863   | 431     | 432     |
| 2010 | 740   | 355     | 385     |
| 2005 | 693   | 341     | 352     |
| 2000 | 737   | 375     | 362     |
| 1995 | 721   | 358     | 363     |
| 1990 | 700   | 347     | 353     |
| 1980 | 256   | -       | -       |
| 1970 | 313   | -       | -       |
| 1960 | 349   | 177     | 172     |
| 1950 | 248   | 117     | 131     |
| 1940 | 217   | 109     | 108     |